# Stethoconus cyrtopeltis
Stethoconus cyrtopeltis är en insektsart som först beskrevs av Flor 1860.  Stethoconus cyrtopeltis ingår i släktet Stethoconus och familjen ängsskinnbaggar. Enligt den finländska rödlistan är arten otillräckligt studerad i Finland. Artens livsmiljö är torra och karga moar. Inga underarter finns listade i Catalogue of Life.